# Puberg
Puberg est une commune française située dans la circonscription administrative du Bas-Rhin et, depuis le 1er janvier 2021, dans le territoire de la Collectivité européenne d'Alsace, en région Grand Est.
Cette commune se trouve dans la région historique et culturelle d'Alsace. Elle fait partie du parc naturel régional des Vosges du Nord.Les habitants sont appelés Pubergeois ou Pubergeoises.
Linguistiquement, Puberg se situe dans la zone du francique rhénan.

## Géographie

### Localisation
La commune est à 3,1 km de Moderfeld, 4,7 de Rosteig, 5,1 de Frohmuhl et 5,9 de Volksberg.

### Écarts et lieux-dits
- Sandel, au col de Puberg, est un hameau situé sur le ban de Puberg à 1 km en contrebas du village. Sous ce hameau passe le tunnel ferroviaire de la ligne Strasbourg - Sarreguemines long de 1 628 m. Dans ce même hameau se trouve une radio locale connue sous le nom d'EST-FM
- Le « Engelsgarten » est un lieu-dit de rassemblement, les anciens du village ne manquent pas l'occasion de s'y retrouver et savent apprécier un tel endroit à des moments de convivialités.

### Géologie et relief
La commune se compose de 40,53 hectares de territoires artificialisés (5,73 %), 484,85 hectares de territoires agricoles (68,58 %) et 181,78 hectares de forêts et milieux semi-naturels (25,71 %).
Espaces naturels Vosges du Nord :
- Trois espaces protégés hors Natura 2000 :

Réserve de Biosphère, zone tampon,
Réserve de Biosphère, zone de transition,
Parc naturel régional.

### Communes limitrophes
| Volksberg              |        | Rosteig     |
| Frohmuhl et Weislingen | Puberg |             |
| Hinsbourg              |        | Zittersheim |

### Hydrographie et les eaux souterraines
Hydrogéologie et climatologie : Système d’information pour la gestion des eaux souterraines du bassin Rhin-Meuse :
Territoire communal : Occupation du sol (Corinne Land Cover); Cours d'eau (BD Carthage),
Géologie : Carte géologique; Coupes géologiques et techniques,
 Hydrogéologie : Masses d'eau souterraine; BD Lisa; Cartes piézométriques.
Cours d'eau traversant la commune :
- Ruisseau l'Eichel[8],[9].

La commune est dans le bassin versant du Rhin au sein du bassin Rhin-Meuse. Elle n'est drainée, selon le référentiel BD Carthage 2017, par aucun cours d'eau. Le référentiel Topage 2022, de précision métrique et plus exhaustif que son prédécesseur, identifie par contre plusieurs petits ruisseaux, dont certains intermittents.

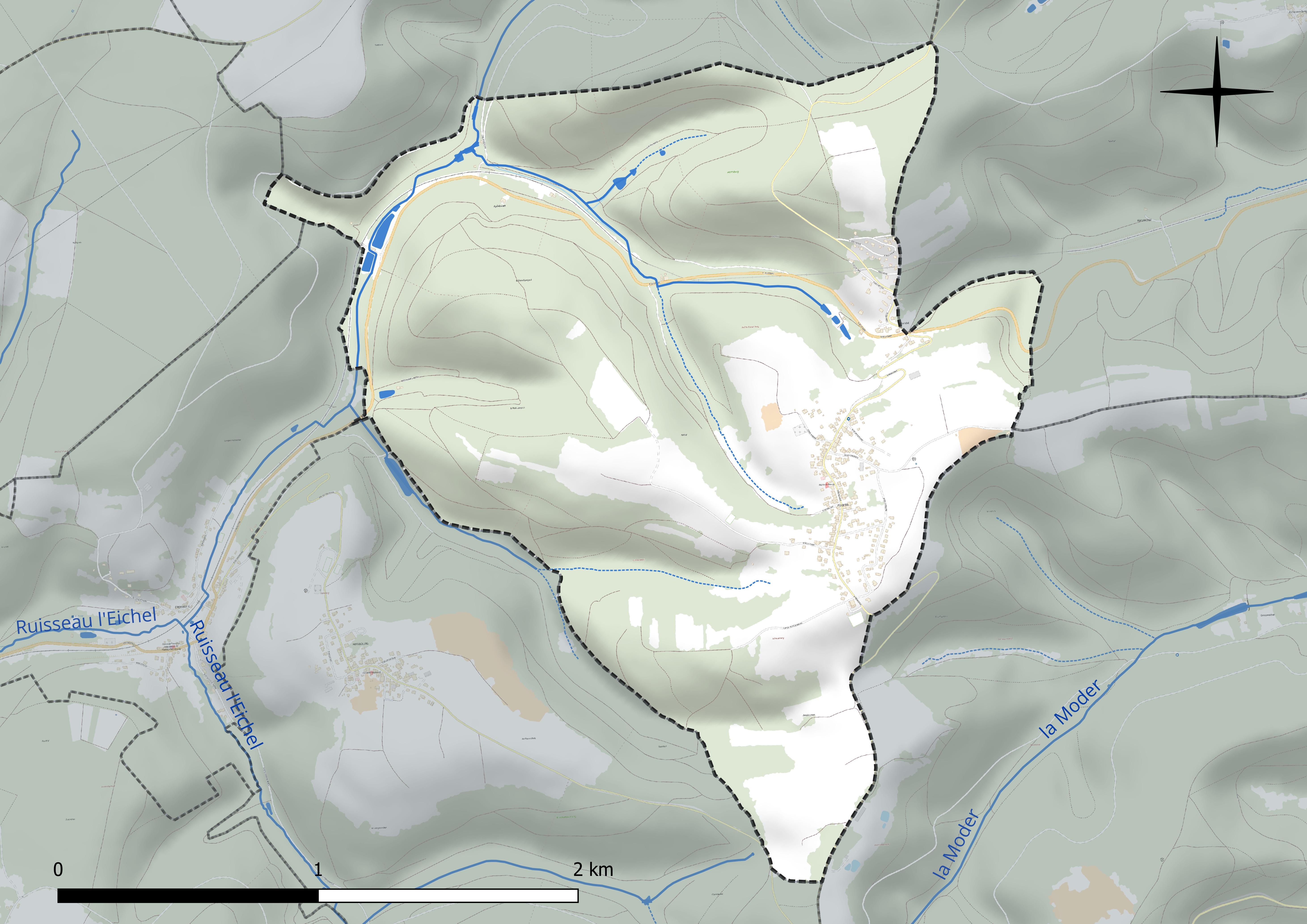
Réseau hydrographique de Puberg.

### Climat
Pour des articles plus généraux, voir Climat du Grand Est et Climat du Bas-Rhin.
En 2010, le climat de la commune est de type climat des marges montargnardes, selon une étude du Centre national de la recherche scientifique s'appuyant sur une série de données couvrant la période 1971-2000. En 2020, Météo-France publie une typologie des climats de la France métropolitaine dans laquelle la commune est exposée à un climat semi-continental et est dans la région climatique  Vosges, caractérisée par une pluviométrie très élevée (1 500 à 2 000 mm/an) en toutes saisons et un hiver rude (moins de 1 °C).
Pour la période 1971-2000, la température annuelle moyenne est de 9,5 °C, avec une amplitude thermique annuelle de 17,2 °C. Le cumul annuel moyen de précipitations est de 848 mm, avec 12,3 jours de précipitations en janvier et 10,4 jours en juillet. Pour la période 1991-2020, la température moyenne annuelle observée sur la station météorologique de Météo-France la plus proche, « Berg », sur la commune de Berg à 12 km à vol d'oiseau, est de 10,4 °C et le cumul annuel moyen de précipitations est de 801,8 mm. 
La température maximale relevée sur cette station est de 37,4 °C, atteinte le 25 juillet 2019 ; la température minimale est de −16,8 °C, atteinte le 7 février 2012,,.
Les paramètres climatiques de la commune ont été estimés pour le milieu du siècle (2041-2070) selon différents scénarios d'émission de gaz à effet de serre à partir des nouvelles projections climatiques de référence DRIAS-2020. Ils sont consultables sur un site dédié publié par Météo-France en novembre 2022.

## Urbanisme

### Typologie
Au 1er janvier 2024, Puberg est catégorisée commune rurale à habitat dispersé, selon la nouvelle grille communale de densité à sept niveaux définie par l'Insee en 2022.
Elle est située hors unité urbaine et hors attraction des villes,.

### Occupation des sols
L'occupation des sols de la commune, telle qu'elle ressort de la base de données européenne d’occupation biophysique des sols Corine Land Cover (CLC), est marquée par l'importance des territoires agricoles (47,8 % en 2018), en augmentation par rapport à 1990 (26,2 %). La répartition détaillée en 2018 est la suivante : 
terres arables (47,8 %), forêts (47,1 %), zones urbanisées (5,1 %). L'évolution de l’occupation des sols de la commune et de ses infrastructures peut être observée sur les différentes représentations cartographiques du territoire : la carte de Cassini (XVIIIe siècle), la carte d'état-major (1820-1866) et les cartes ou photos aériennes de l'IGN pour la période actuelle (1950 à aujourd'hui).

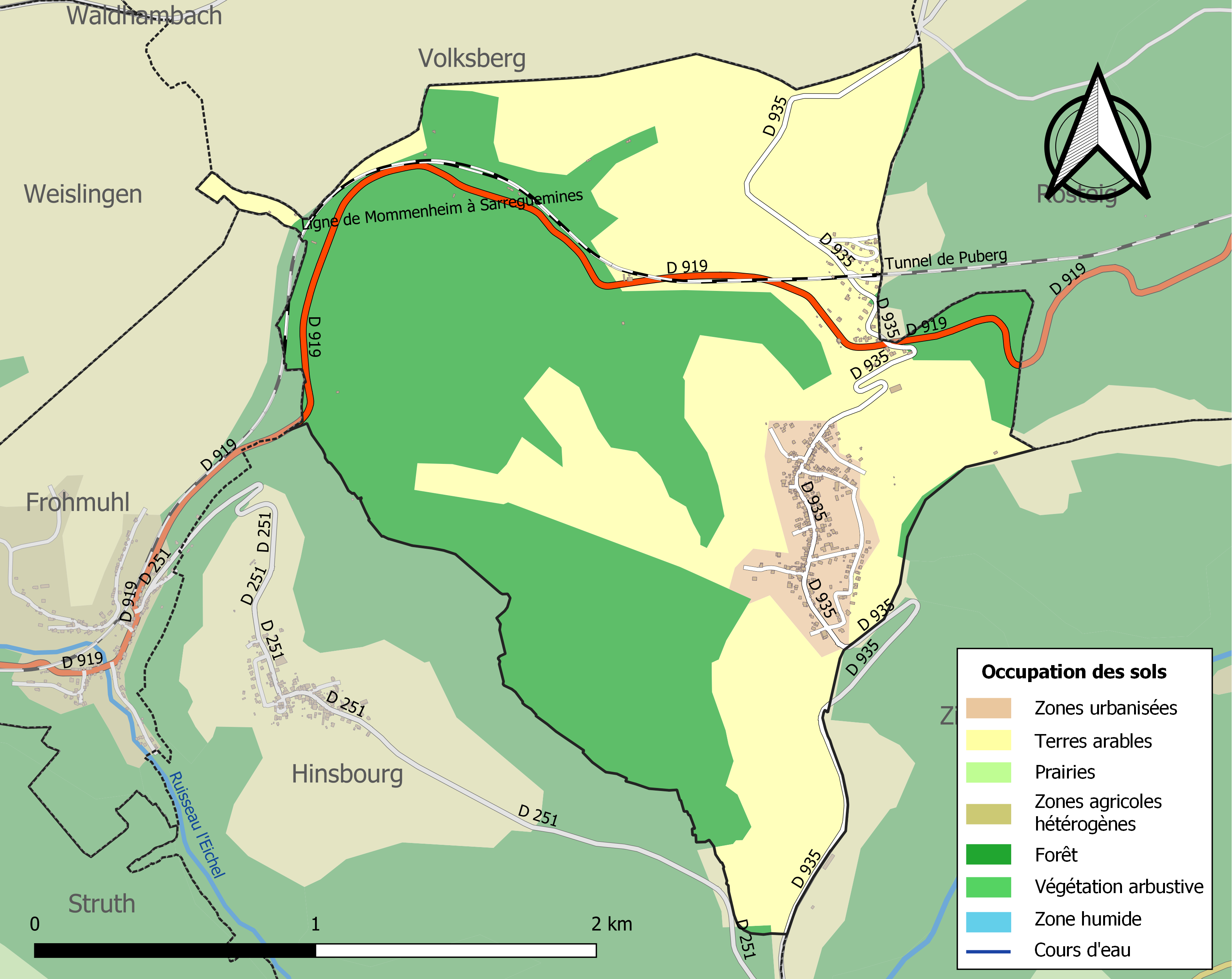
Carte des infrastructures et de l'occupation des sols de la commune en 2018 (CLC).

Plan local d'urbanisme intercommunal de Hanau-La Petite-Pierre, partie B, dont la dernière procédure a été approuvée ler 08 novembre 2022, PLUi sur Géoportail

## Toponymie
- Bubert[23] et Puberich en francique rhénan.

## Histoire
Le comté de La Petite-Pierrecomprenait sept cours domaniales (Dinghof) : Weinbourg, dont la moitié dépendait du comte de Linange Lohr, dont dépendait également Puberg.
Puberg possédait une verrerie et le village était situé autrefois à l'endroit que l'on nomme aujourd'hui Alter Puberg (le vieux Puberg).

## Politique et administration
| Période                                  | Période   | Identité                | Étiquette | Qualité   |
| ---------------------------------------- | --------- | ----------------------- | --------- | --------- |
| Les données manquantes sont à compléter. |           |                         |           |           |
| 1977                                     | mars 2001 | Willy Munsch            |           |           |
| mars 2001                                | mars 2008 | Henri Munsch            |           |           |
| mars 2008                                | mai 2020  | Gérard Klicki           |           |           |
| mai 2020                                 | En cours  | Francisco De Figueiredo |           | Chauffeur |

### Budget et fiscalité 2023

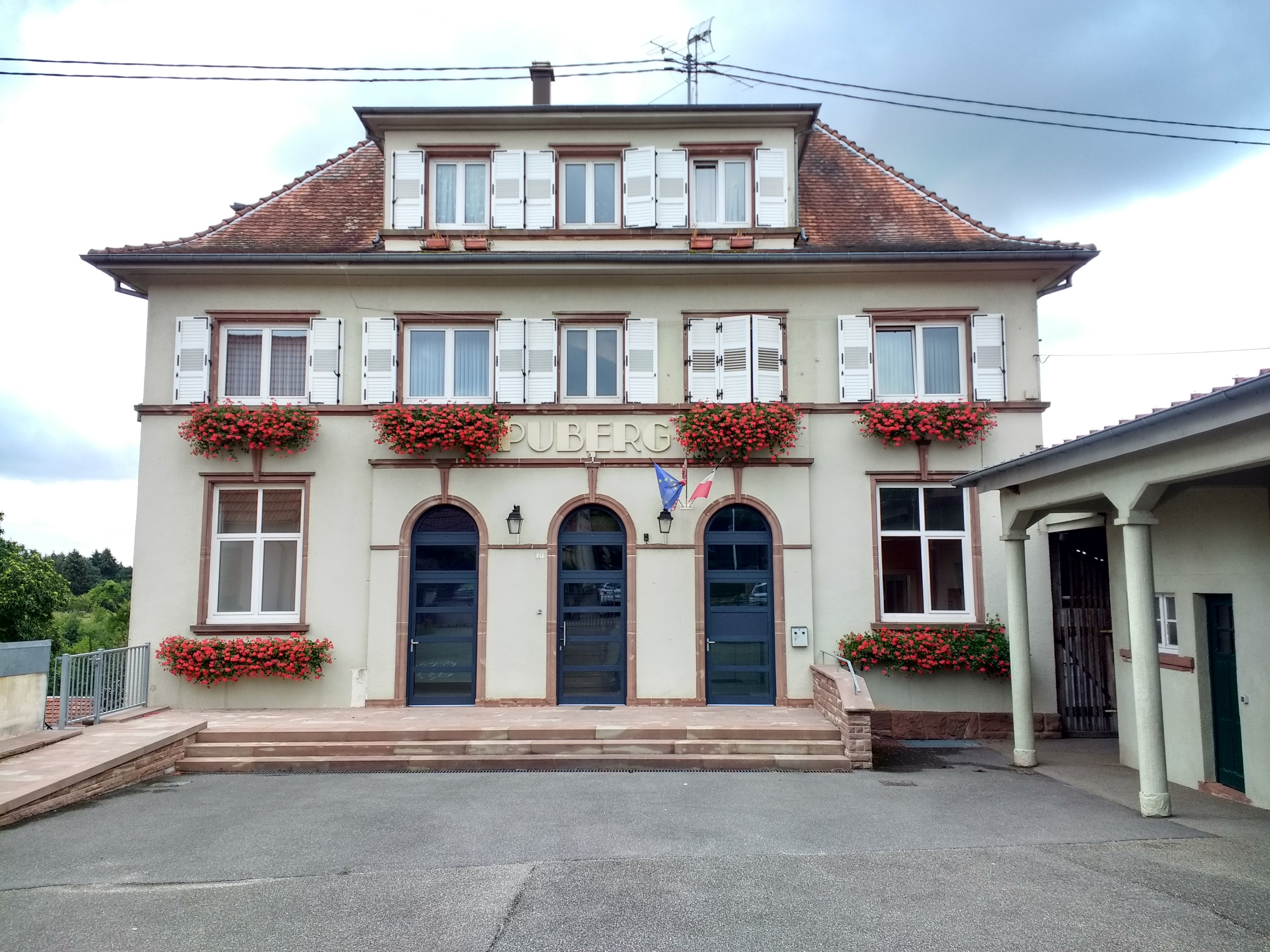
La mairie.

En 2023, le budget de la commune était constitué ainsi :
- total des produits de fonctionnement : 192 000 €, soit 524 € par habitant ;
- total des charges de fonctionnement : 130 000 €, soit 354 € par habitant ;
- total des ressources d'investissement : 17 000 €, soit 45 € par habitant ;
- total des emplois d'investissement : 173 000 €, soit 473 € par habitant ;
- endettement : 71 000 €, soit 193 € par habitant.

Avec les taux de fiscalité suivants :
- taxe d'habitation : 11,56 % ;
- taxe foncière sur les propriétés bâties : 27,75 % ;
- taxe foncière sur les propriétés non bâties : 98,15 % ;
- taxe additionnelle à la taxe foncière sur les propriétés non bâties : 0,00 % ;
- cotisation foncière des entreprises : 0,00 %.

Chiffres clés Revenus et pauvreté des ménages en 2021 : médiane en 2021 du revenu disponible, par unité de consommation : 21 910 €.

## Population et société

### Démographie

#### Évolution démographique
L'évolution du nombre d'habitants est connue à travers les recensements de la population effectués dans la commune depuis 1793. Pour les communes de moins de 10 000 habitants, une enquête de recensement portant sur toute la population est réalisée tous les cinq ans, les populations de référence des années intermédiaires étant quant à elles estimées par interpolation ou extrapolation. Pour la commune, le premier recensement exhaustif entrant dans le cadre du nouveau dispositif a été réalisé en 2008.

En 2022, la commune comptait 344 habitants, en évolution de −2,27 % par rapport à 2016 (Bas-Rhin : +3,17 %, France hors Mayotte : +2,11 %).
| 1793 | 1800 | 1806 | 1821 | 1831 | 1836 | 1841 | 1846 | 1851 |
| ---- | ---- | ---- | ---- | ---- | ---- | ---- | ---- | ---- |
| 233  | 230  | 280  | 357  | 369  | 356  | 349  | 366  | 357  |

| 1856 | 1861 | 1866 | 1871 | 1875 | 1880 | 1885 | 1890 | 1895 |
| ---- | ---- | ---- | ---- | ---- | ---- | ---- | ---- | ---- |
| 334  | 342  | 341  | 361  | 330  | 342  | 355  | 357  | 409  |

| 1900 | 1905 | 1910 | 1921 | 1926 | 1931 | 1936 | 1946 | 1954 |
| ---- | ---- | ---- | ---- | ---- | ---- | ---- | ---- | ---- |
| 393  | 443  | 419  | 380  | 391  | 382  | 388  | 360  | 333  |

| 1962 | 1968 | 1975 | 1982 | 1990 | 1999 | 2006 | 2008 | 2013 |
| ---- | ---- | ---- | ---- | ---- | ---- | ---- | ---- | ---- |
| 312  | 314  | 332  | 306  | 313  | 346  | 343  | 342  | 342  |

| 2018 | 2022 | - | - | - | - | - | - | - |
| ---- | ---- | - | - | - | - | - | - | - |
| 355  | 344  | - | - | - | - | - | - | - |

### Enseignement
Établissements d'enseignements :
- Écoles maternelles et primaires à Rosteig, Volksberg, Weislingen, Tieffenbach, Struth.
- Collèges à Wingen-sur-Moder, Diemeringen, Drulingen, Lemberg, Ingwiller.
- Lycées à Bouxwiller, Sarre-Union, Phalsbourg.

### Santé
Professionnels et établissements de santé :
- Médecins à Wingen-sur-Moder, La Petite-Pierre, Souchtn, Montbronn, Goetzenbruck, IngwillerDiemeringen.
- Pharmacies à Wingen-sur-Moder, La Petite-Pierre, Montbronn, Goetzenbruck, Diemeringen, Lemberg.
- Hôpitaux à Ingwiller, Phalsbourg, Bitche, Sarre-Union.

### Cultes
- Culte catholique, Communauté de paroisses Sources de la Moder[38] Diocèse de Strasbourg.
- Culte protestant Paroisse de Volksberg (Puberg, Rosteig)[39].

## Économie

### Entreprises et commerces

#### Agriculture
- Autres cultures permanentes.
- Élevage d'autres animaux.

#### Tourisme
- Hébergements et restauration à Hinsbourg, Wingen-sur-Moder, Soucht, Petersbach, Meisenthal.

#### Commerces
- Commerces et services de proximité.

## Culture locale et patrimoine

### Galerie

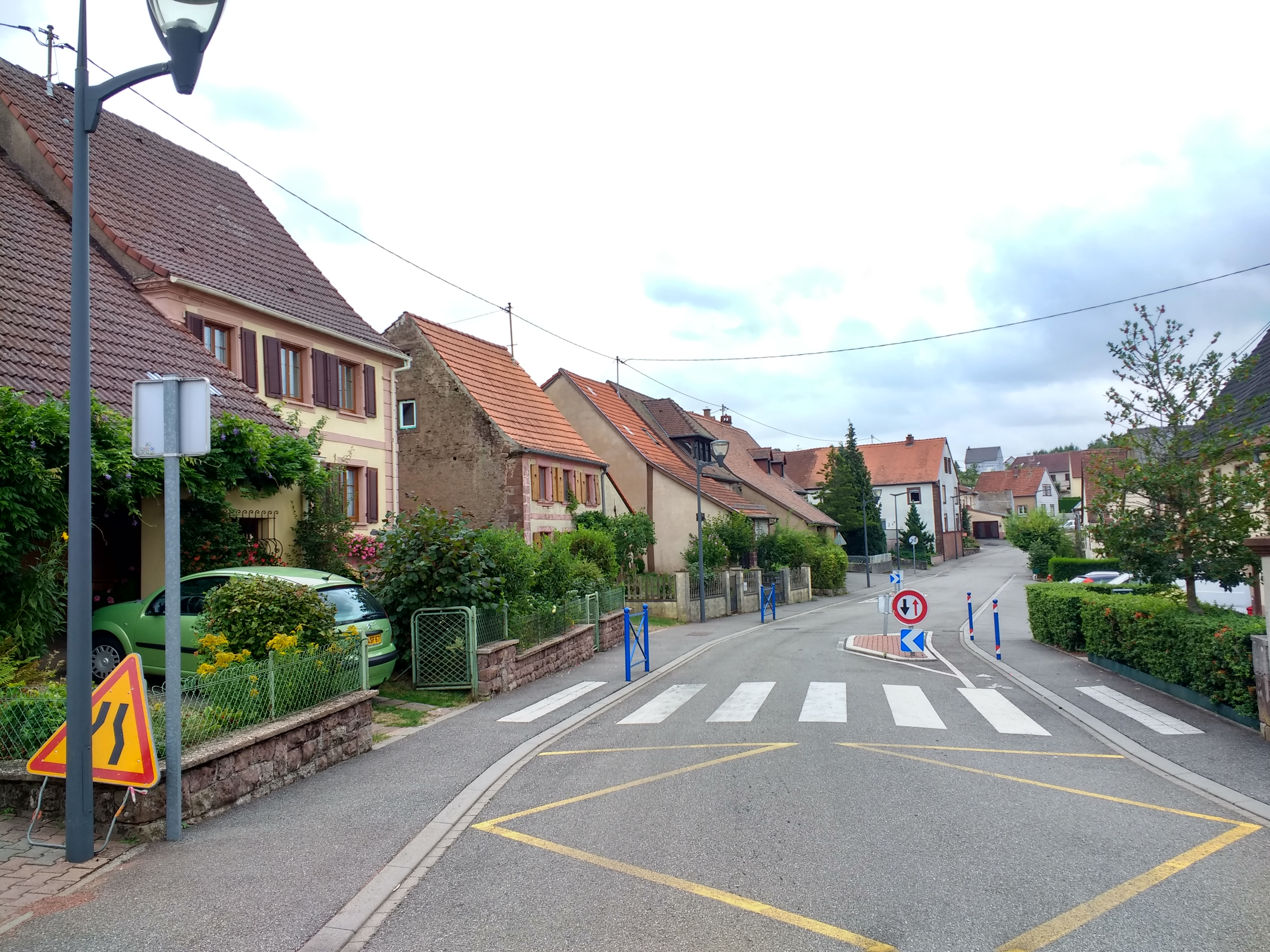
La rue principale.
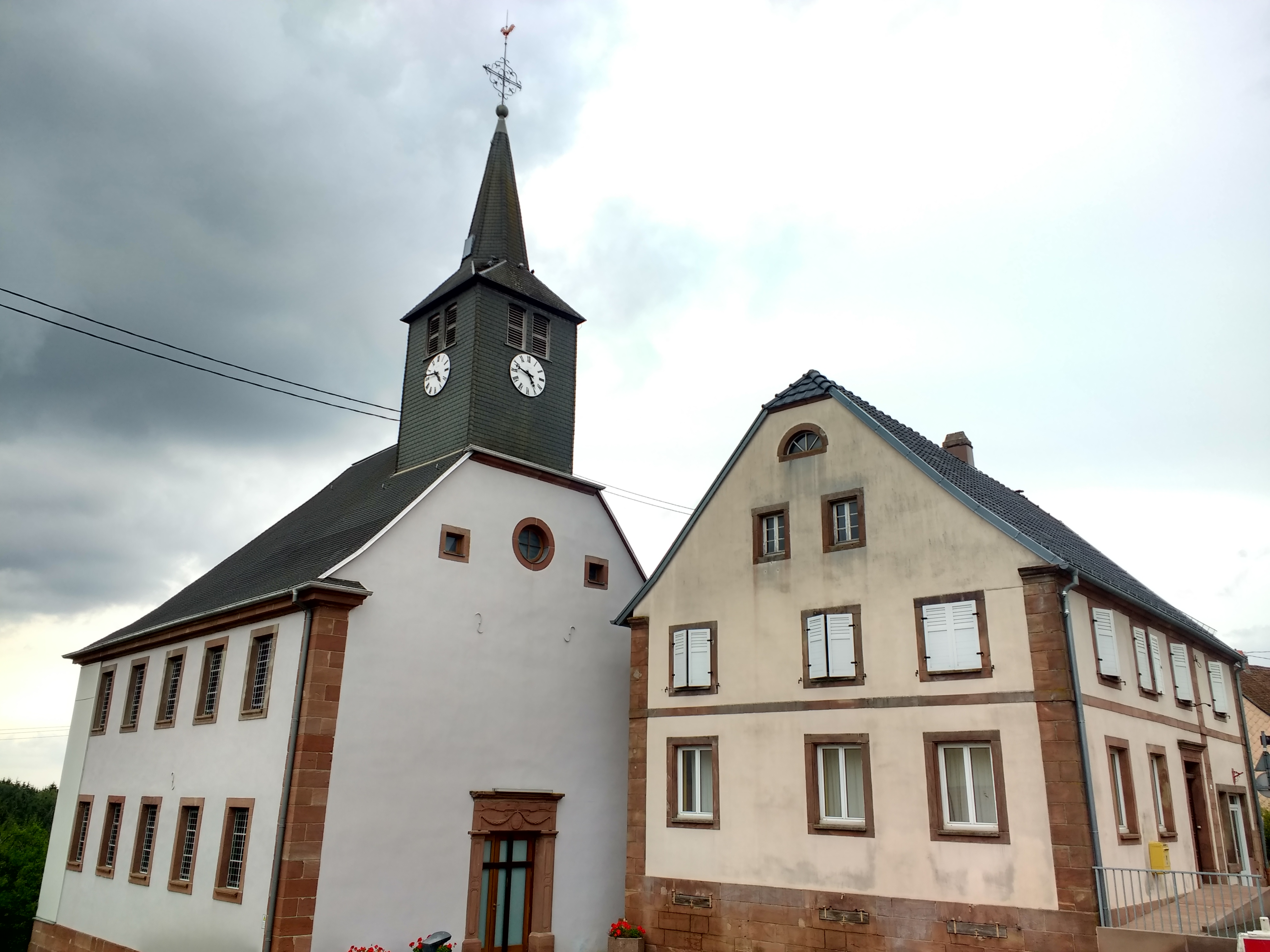
L'église paroissiale.
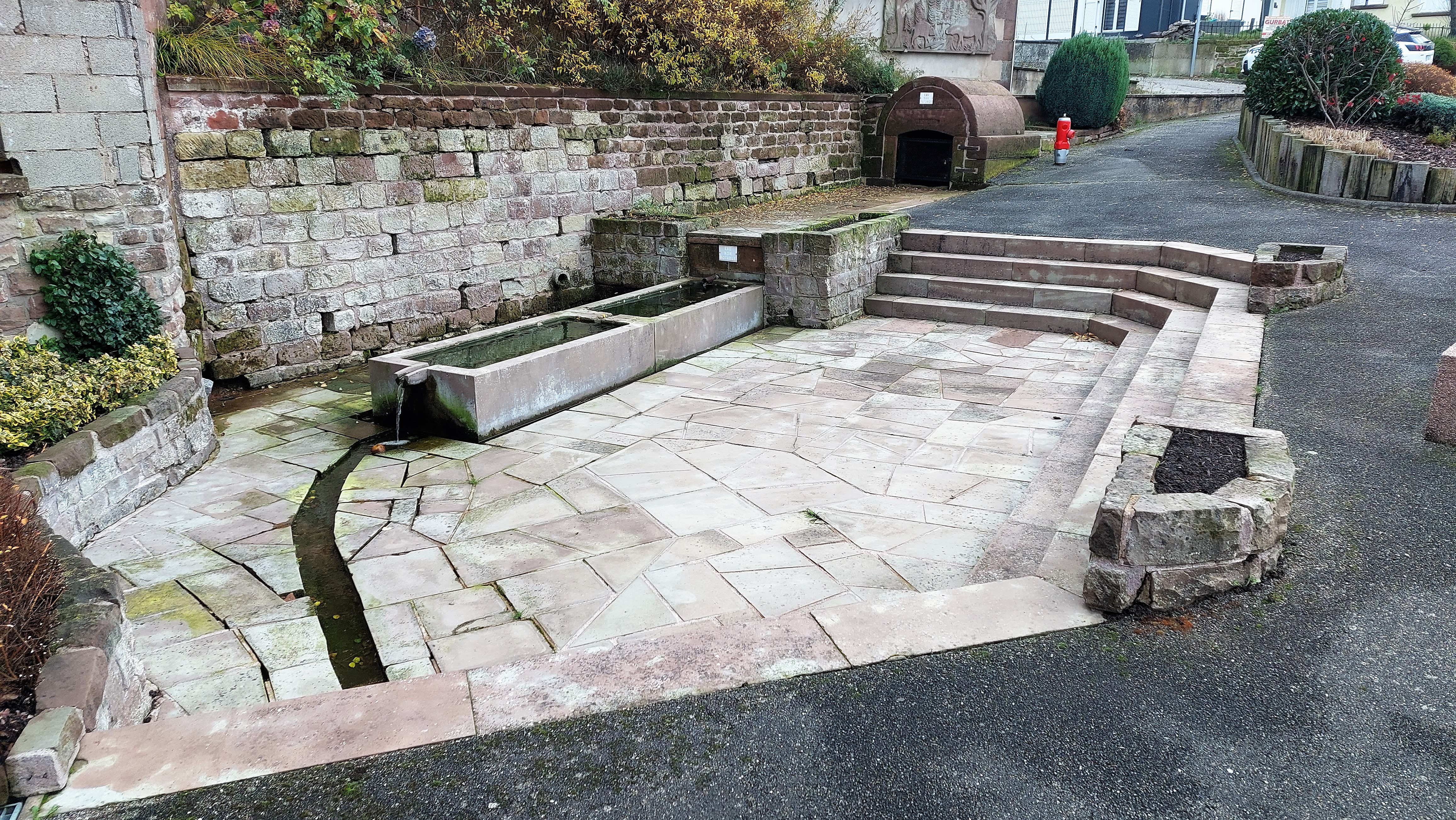
La fontaine-lavoir.
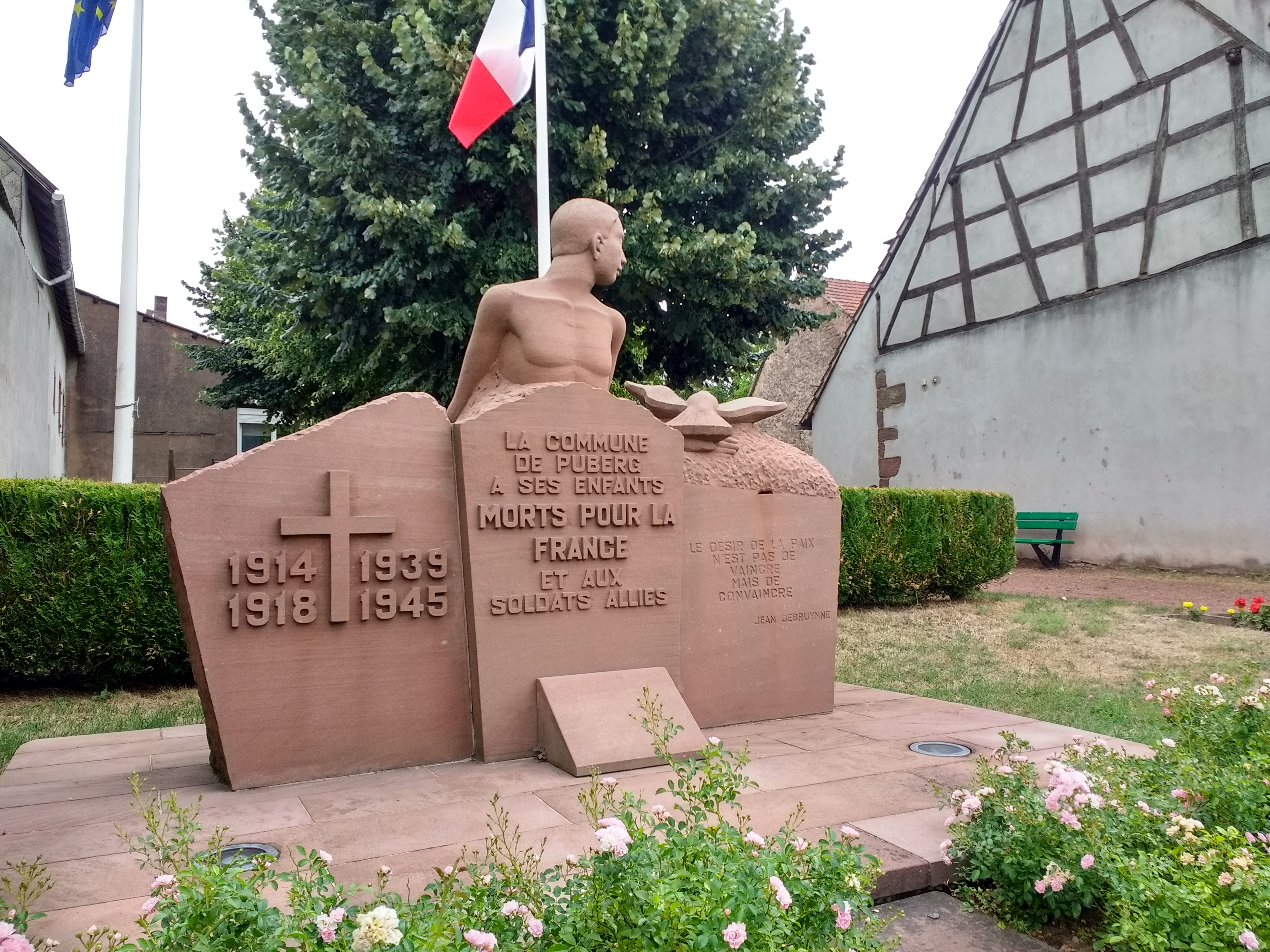
Le monument aux morts.

- Église paroissiale[40].

Chaire pastorale.
- Fontaine-lavoir[42].
- Patrimoine architectural rural recensé par le service régional de l'Inventaire général du patrimoine culturel[43],[44],[45].
- Gare, maison[46]
- Cimetière[47].
- Monument aux morts[48] : Conflits commémorés : Guerres 1914-1918 - 1939-1945.
- Station de radio locale et indépendante[49].

### Héraldique
| Blason de Puberg | Blason  | Coupé : au premier parti au I de gueules au chevron d'argent et au II d'or plain, au second de sable au verre à pied d'argent. |
| Blason de Puberg | Détails | |